# Mohamed Aouad
Mohamed El Amine Aouad (en arabe : محمد الأمين عواد), est un footballeur algérien né le 20 septembre 1984 à El Bayadh. Il évolue au poste de milieu de terrain à USM El Harrach.

## Carrière
Le 5 juillet 2016, Aouad fait un retour au MC Oran en signant un contrat de deux ans.

## Palmarès
- Finaliste de la coupe d'Algérie en 2012 avec le CR Belouizdad.
- Accession en Ligue 1 en 2006 avec l'ASM Oran.